# Кралски пингвин
Кралският пингвин (Aptenodytes patagonicus) е вид нелетяща птица от семейство Пингвинови. Заедно с подобния вид Императорски пингвин формира рода Императорски пингвини. Кралският пингвин е вторият най-голям пингвин след императорския.

## Физически характеристики
Средна дължина на тялото 85-95 см. Тегло 11-17 кг, като мъжките тежат около 16,5 кг, а женските – 14,3 кг, като това зависи от стреса, на който са подложени. Ефект може да окажат отглеждането на малките и отдалечеността от храна. Между различните популации съществуват много големи различия в размерите, като има доказателство, че колониите са генетически изолирани.
Възрастните имат оранжево-жълта ивица в долната част на врата. Гърбът им е сивкаво-черен. Много сходна окраска има с императорския пингвин, който обаче много рядко може да се срещне извън Антарктида. От двете страни на шията има по едно оранжево петно (при императорския пингвин са жълти), което е с ясно очертани граници. Освен това клюнът на кралския пингвин е по-голям.
Малките могат да надминат възрастните по големина. Кафяви са на цвят. Преди да се оперят, малките са покрити с гъст кафяв пух и били наричани „вълнени пингвини“ от първите изследователи.

## Разпространение
Срещат се в северните части на Антарктида, в Огнена земя, на Фолкландските острови и на други острови в този район с умерен климат.
Съществуват два подвида: A. p. patagonicus и A. p. halli. Първият се среща на Фолкландските острови и Южна Джорджия, а вторият — в Индийския океан и южната част на Тихия океан.

## Начин на живот и хранене
Храни се с дребна риба, крил, ракообразни и калмари. Хранят се на групи и както много други големи пингвини могат да стоят дълго време под вода.
Плуват със скорост 11 км/ч, като от водата скачат направо на скалите по брега. Когато са на суша обаче, те не подскачат като повечето пингвини, а бягат.
Хранят се веднъж на 14 дни, така че могат междувременно да загубят половината от теглото си. Техни естествени врагове са морският леопард, морелетниците, буревестниците и косатката.
Кралските пингвини, които не са достигнали полова зрялост или не се размножават, се отдалечават от гнездовите територии и се насочват към антарктическия полярен фронт (мястото, където се срещат повърхностните води на Антарктика и Субантарктика). Там те се хранят с калмари и риба.
Могат да се гмуркат 200 м дълбочина, за да ловуват.

## Размножаване
Съществуват 2 млн. брачни двойки. Размножават се на големи колонии на много субантарктически острови (между 46° и 55°). Някои от тях са о-вите Крозет, Принц Едуард, Кергелен, Южна Джорджия и Маккуори. Снасят яйца в периода ноември-април, но в колониите има малки на всякаква възраст. Повечето възрастни отглеждат потомство две от общо три последователни години. Размножителният цикъл отнема не по-малко от 14 месеца.
Женският пингвин снася едно белезникаво яйце, което се мъти от двамата родители за 54 дни. Слагат яйцето под своя корем, докато мътят.

## Допълнителни сведения
В началото на 20 век популацията кралски пингвини на о-в Маккуори е почти изтребена от китоловци, които ги използвали за храна, мас и кожи. Застрашени са от изчезване.